# محتجز (فلم)
محتجز (بالإنجليزية: Captive) هو فلم جريمة إثارة درامي أمريكي من إنتاج سنة 2015، هو من إخراج جيري جيمسون وبطولة ديفيد أويلو وكيت مارا وليونور فاريلا وجيسيكا أويلو وميمي روجرز ومايكل كينيث ويليامز، الفلم مبني على قصة حقيقية وهو عن قصة المجرم براين نيكولس وألذي أتهم بارتكابه لجرائم قتل جماعي وإغتصاب في 11 مارس 2005 في ميريلاند مع أشلي سميث حيث يختبئ في بيتها من الشرطة، وقد تم توزيع هذا الفلم من قبل شركة باراماونت بيكتشرز.

## البطولة
- ديفيد أويلو بدور براين نيكولس
- كيت مارا بدور أشلي سميث
- مايكل كينيث ويليامز بدور المحقق جون تشيستنوت
- ليونور فاريلا بدور المحققة كارمن سانشيز
- ميمي روجرز بدور كيم روجرز
- مات لوي بدور راندي
- روجر ميتشل بدور الضابط تيسلي
- كارين توماس بدور السيدة نيكولس
- كلاوديا تشورتش بدور ميليسا
- مايكل هاردنغ بدور الضابط برادلي سيمبسون

## وصلات خارجية
- مقالات تستعمل روابط فنية بلا صلة مع ويكي بيانات

- الموقع الرسمي
- محتجز على قاعدة بيانات الأفلام على الإنترنت
- محجتز على بوكس أوفيس موجو
- محتجز على الطماطم الفاسدة
- محتجز على ميتاكريتيك
- محتجز على تاريخ هوليوود